# Lens (Zwitserland)
Lens is een gemeente en plaats in het Zwitserse kanton Wallis, en maakt deel uit van het district Sierre.
Lens telt 3.917 inwoners.

## Geschiedenis
Van 1851 tot 1905 vormden Chermignon, Icogne, Lens en Montana één gemeente.

## Bezienswaardig
- Christ the King, een 35 m hoog beeld dat op een heuvel staat en vanuit het dal te zien is. Het werd in 1935 opgericht en kostte toen Sfr. 35.000.
- de St Peter' 's kerk heeft een carillon met 24 bellen.